# Allobates conspicuus
Allobates conspicuus é uma espécie de anfíbio da família Aromobatidae. Pode ser encontrada no Brasil (Acre) e Peru.